# Tibor Varga
Tibor Varga (Győr, 4 luglio 1921 – Grimisuat, 4 settembre 2003) è stato un violinista, direttore d'orchestra e pedagogo ungherese.
Considerato uno dei più grandi musicisti del XX secolo, viene oggi ricordato per le sue straordinarie interpretazioni di Bach, Mozart, Beethoven, Brahms, Nielsen, Čajkovskij, Bartók, Berg, Schönberg, etc. e per aver fondato il celebre Concorso Internazionale di violino che porta il suo nome.

## Biografia

### I primi anni
Tibor Varga inizia lo studio del violino all'età di 6 anni. A 9 anni viene presentato a Carl Flesch, con il quale poi conserverà dei preziosi contatti umani e artistici. A 10 anni interpreta in pubblico il Concerto per violino op. 64 di Felix Mendelssohn.  Ottenendo presto l'attenzione di Jenő Hubay, Tibor Varga viene iscritto all'Accademia Franz Liszt di Budapest all'età di solo dieci anni. Lì studierà con lo stesso Hubay, con Franz Gabriel, con i membri del Waldbauer Quartet, con Zoltán Kodály e in particolare con Leó Weiner. Dopo la morte di Hubay (1937), Varga fu scelto come solista nel concerto commemorativo, suonando il 3 ° Concerto per violino op. 99 dello stesso Hubay sotto la direzione di Ernő Dohnányi, che nel 1934 divenne il successore di Hubay come Rettore dell'Accademia Liszt. A 13 anni effettua la sua prima registrazione e a 14 anni inizia le sue prime tournée in Europa. Nel 1936 vince il Premio Remeny e nel 1937 il primo premio al Concorso Hubay. A 16 anni, terminati gli studi all'Accademia, Tibor Varga è pronto per varcare i confini dell'Ungheria e iniziare una carriera internazionale, ma rimane bloccato per 6 anni nel suo paese a causa della seconda guerra mondiale e decide quindi di iscriversi all'università per approfondire le sue conoscenze, frequentando per 4 anni il corso di studi in filosofia.

### Carriera
Tibor Varga fa il suo debutto davanti a un pubblico all'età di sei anni. Già a dieci anni interpreta con l'orchestra il Concerto per violino op. 64 di Mendelssohn e a 14 anni inizia le prime tournée all'estero. La seconda guerra mondiale interrompe bruscamente la sua promettente carriera da solista. Dopo la fine delle ostilità, Tibor Varga riprende gradualmente l'attività di concertista e diviene uno dei solisti più richiesti in tutto il mondo. Suona sotto la direzione dei più rinomati direttori d'orchestra dell'epoca, come Ernest Ansermet, Leonard Bernstein, Karl Böhm, Pierre Boulez, Ferenc Fricsay, Wilhelm Furtwängler, Igor Markevitch, Georg Solti, Alceo Galliera, Anthony Bernard, Jean-Marie Auberson, Walter Susskind, Jerzy Semkow, Fritz Lehmann, Josef Krips, Jan Koetsier, Willem van Otterloo e altri; con alcuni di loro si instaura un rapporto di amicizia. In quel periodo Varga dispone già di un repertorio classico estremamente vasto, comprendente tutti i più grandi concerti per violino oltre che tutte le sonate e brani virtuosistici più importanti. Inoltre, sin dall'inizio della sua carriera, si dedica con passione alla musica contemporanea. I concerti per violino e altre opere di Béla Bartók, Alban Berg e Arnold Schönberg devono il loro successo internazionale soprattutto a Tibor Varga, che li ha fatti conoscere in Europa e altrove. Infatti ha suonato la prima australiana del concerto per violino di Alban Berg e, nel 1949 il Concerto per violino di Schoenberg. Quest'ultimo, dopo aver ascoltato l'interpretazione di Tibor Varga, lo ha ringraziato in una lettera del 27 giugno 1951 scrivendo: "Vorrei essere più giovane per poterti scrivere altra musica". Varga ha eseguito entrambi i concerti sia alla Royal Albert Hall di Londra durante la stagione dei BBC Proms, assieme al Concerto per violino di Shostakovitch e altri composizioni. Inoltre suona la prima austriaca del Concerto per violino di Stravinski e sarà l'interprete di creazioni mondiali di numerose opere, alcune delle quali sono state dedicate proprio a lui, come il Concerto per violino di Boris Blacher, Ernst Křenek, Max Mèraux, Gösta Nyström, Almeida Prado, Mátyás Seiber e Winfried Zillig.

### L'episodio del dito congelato
Subito dopo la seconda guerra mondiale, durante la permanenza a Vienna, nel pieno dell'inverno Varga viene invitato a suonare alla Wiener Konzerthaus; l'aria gelida che entra dalle finestre, recanti ancora i segni della seconda guerra mondiale, ha un effetto devastante sulle mani del violinista: finirà il concerto con le dita letteralmente congelate. Quelle più grandi, anche se molto gonfie, torneranno gradualmente alla normalità ma il mignolo della mano sinistra si è aperto e comincia a sanguinare: è l'inizio di una brutta infezione. Varga cerca quindi soccorso all'ospedale, dove però scopre all'ultimo momento che i medici hanno intenzione di amputargli l'intero dito e in un momento di loro distrazione fugge dall'ospedale. Riuscirà fortunatamente ad evitare l'amputazione facendosi curare in un'altra clinica, dove il dito verrà medicato e ripulito dall'infezione, perdendo tuttavia parte della sensibilità per sempre. In seguito all'operazione non riuscirà più a recuperare pienamente l'uso del mignolo, anche a causa del dolore, e sarà quindi costretto a rivedere gran parte della diteggiatura del suo repertorio per utilizzare il più possibile le prime tre dita. Storica è la registrazione del concerto di Béla Bartók effettuata con l'orchestra dei Berliner Philharmoniker diretta da Ferenc Fricsay in cui Varga non utilizza quasi mai il mignolo, nonostante l'opera richieda un uso intensivo di questo dito. Fortunatamente sette anni più tardi, durante la sua permanenza in Inghilterra, il mignolo migliorerà ulteriormente grazie ad una nuova operazione in una clinica di medici canadesi e Tibor Varga potrà finalmente tornare a suonare con il mignolo senza troppi dolori.

### Direttore d'orchestra
Negli anni 1950 Varga si presenta come direttore d'orchestra ottenendo lo stesso successo e dirigendo, tra gli altri, gli ensembles da lui stesso fondati come la Kammerorchester Tibor Varga, la Orchestre du Festival Tibor Varga et la Orchestre de l'Académie Tibor Varga, di cui è il direttore musicale e artistico principale. Tra il 1989 e il 1993 assume la direzione artistica della Orchestre des Pays de Savoie (Francia). Fino agli ultimi giorni della sua vita Tibor Varga è stato invitato regolarmente a dirigere orchestre di fama internazionale.

### Il Festival e il Concorso
Nel 1956, Tibor Varga si trasferisce in Svizzera, pur mantenendo sempre il suo lavoro di docente a Detmold. Nel 1963 fonda a Sion, la capitale del Canton Vallese in Svizzera, una Accademia Internazionale di Musica fornendo corsi estivi di interpretazione musicale (master class) tenuti da rinomati solisti per giovani musicisti di talento. Tipicamente in un anno l'Accademia attrae circa 400 studenti che frequentano all'incirca 25 master class diversi.  Nel 1964, fonda il Festival Tibor Varga e, nel 1967, viene indetto un concorso internazionale di violino, che diventa uno dei più prestigiosi concorsi di violino, in grado di attrarre più di 100 candidati all'anno. La lista dei vincitori include Jean-Jacques Kantorow, Vadim Repin e Mirijam Contzen.

### Gli anni dell'insegnamento
Tibor Varga vanta una lunga carriera come insegnante e pedagogo. Subito dopo la seconda guerra mondiale, Varga è cofondatore e primo professore del conservatorio della sua città natale Győr, conservatorio che verrà in seguito annesso all'Accademia Franz Liszt di Budapest. Nel 1949, viene chiamato a insegnare presso la Musikhochschule di Detmold (Germania), da lui cofondata insieme al violoncellista André Navarra e il violista Bruno Giuranna. La sezione d'archi, sotto la sua direzione, guadagnerà rapidamente una fama mondiale.
Nel 1988, Varga fonda l´École Supérieure de Musique, una scuola a tempo pieno specializzata nell'insegnamento per archi che ha ospitato altri docenti illustri, tra cui Nobuko Imai. In un anno dalla fondazione della scuola, un eminente docente ha proclamato la scuola di Varga "una delle tre migliori accademie professionali per violino in Europa". Nel 2002 diventa il Conservatoire Supérieur et Académie de Musique Tibor Varga. Dalla sua esistenza fino al 2002 Tibor Varga ne è stato il direttore. Grazie a suoi meriti ottenuti come insegnante Varga assume inoltre le funzioni di consigliere artistico e pedagogico presso il ministero della cultura di Francia e Portogallo. Nell'ottobre 2002, Varga è nominato professore all'Università della Musica di Graz in Austria.
Numerosi sono i diplomati della scuola di Tibor Varga che hanno perseguito la carriera da solista, come ad esempio Mirijam Contzen o Lukas David, oppure sono diventati primo violino di spalla e membri di orchestre di livello internazionale, ad esempio per il New Japan Philharmonic, Berliner Philharmoniker, Orchestra del Teatro alla Scala, Symphonieorchester des Bayerischen Rundfunks, Staatskapelle Dresden, Deutsches Symphonie-Orchester Berlin e molte altre. Madeleine Carruzzo, la prima donna ad essere ammessa alla Berliner Philharmoniker è stata una allieva di Tibor Varga.

### La morte
Tibor Varga si spegne all'età di 82 anni, il 4 settembre 2003 nella sua casa di Grimisuat, vicino a Sion (Svizzera). Con la sua prima moglie Judith ebbe un figlio Gilbert Varga, un celebre direttore d'orchestra. Sua figlia Susan Rybicki-Varga è una violoncellista e insegnante. La seconda moglie di Tibor Varga è la musicologa, autrice e musicista Angelika Varga-Behrer.

## Registrazioni
Varga effettua le sue prime registrazioni all'età di 13 anni. Inoltre, durante i suoi studi all'Accademia di Musica di Budapest, viene regolarmente ingaggiato per le registrazioni della radio ungherese. Dopo essersi stabilito a Londra alla fine degli anni 1940, Varga realizza registrazioni per importanti etichette discografiche con alcune famose orchestre tra cui la London Philharmonic Orchestra, i Berliner Philharmoniker, la Philharmonia Orchestra, la Bamberg Symphony, la Royal Danish Orchestra (Orchestra Reale Danese), i Wiener Symphoniker, la Kölner Rundfunk-Sinfonieorchester ovvero l'odierna WDR Sinfonieorchester Köln e altre orchestre rinomate in tutto il mondo oltre che a grandi pianisti, come ad esempio Gerald Moore, Géza Anda, Edith Farnadi, Roberto Szidon, Heinz Schröter, Hubert Giesen, Bernhard Ebert. Le registrazioni del Concerto per violino n. 2 di Bartók sotto la direzione di Ferenc Fricsay, quelle del concerto di Schömberg con lo stesso direttore nel 1958 e quella precedente con Winfried Zillig nel 1949, oltre alle sue interpretazioni dei Concerti per violino di Beethoven, Bruch, Mozart, Nielsen, Paganini, Čajkovskij, il concerto op. 64 di Mendelssohn etc. sono ormai dei modelli di interpretazione. Inoltre le sue interpretazioni sono state regolarmente diffuse (in diretta) dalle grandi emittenti radiofoniche internazionali, che l'hanno poi invitato a realizzare delle produzioni di studio.

## Fondazioni
- 1954 - 1988: Kammerorchester Tibor Varga (Detmold / Germania) Nel 1989, Varga cede la direzione artistica dell'orchestra a Christoph Poppen, che ne cambia il nome in Detmolder Kammerorchester
- 1963: Académie de musique Tibor Varga (Sion / Svizzera)
- 1964-2001: Festival Tibor Varga (Sion / Svizzera)
- 1967: Concours international de violon Tibor Varga (Sion - Martigny / Svizzera) - Alcuni dei vincitori: Mirijam Contzen, Latica Honda-Rosenberg, Jean-Jacques Kantorow, Nam-Yun Kim, Boris Kuschnir, Vadim Repin
- 1974-2009: Fondation Tibor Varga
- 1988: École Supérieure de Musique, dal 2001 Conservatoire supérieur et Académie de musique Tibor Varga (Sion / Svizzera), oggi parte della Haute Ecole de Musique Lausanne.
- Cofondatore a Györ di un conservatorio annesso all'Accademia Franz Liszt di Budapest e cofondatore del Conservatoire national supérieur de musique de Lyon